# アエードーン

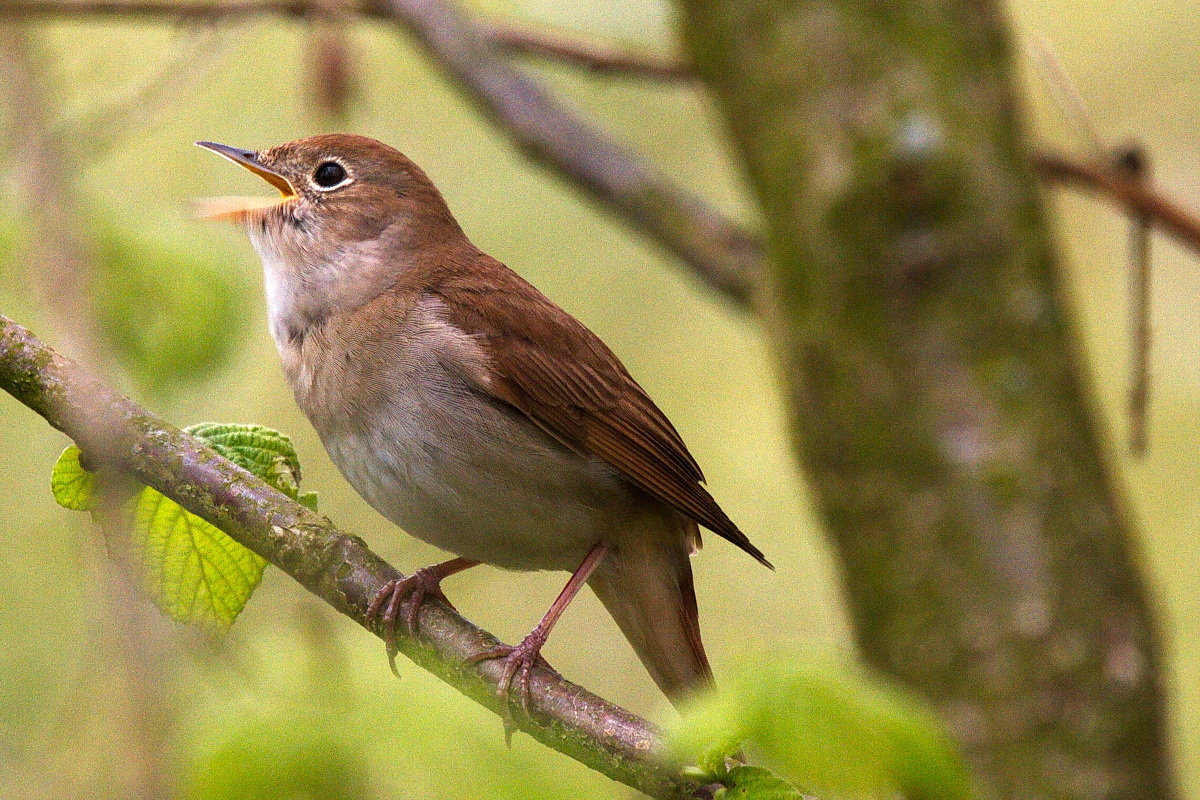
サヨナキドリ（ナイチンゲール）。ヨナキウグイスとも。

アエードーン （古希: Ἀηδών, Aēdōn）は、ギリシア神話に登場する女性である。長母音を省略してアエドンとも表記される。アエードーンは文献によって異なる物語が語られている。この女性はパンダレオースの娘とされる。父親のパンダレオースは同じ名前を持ち（ただし長母音を持たない）ゼウスに罰せられたと伝えられるパンダレオスとおそらく同一人物と考えられるが詳しくは不明である。

## 神話

### 『オデュッセイアー』
ホメーロスの叙事詩『オデュッセイアーにはペーネロペーがパンダレオースの娘アエードーンについて言及する箇所があり、そこに付された古註よると彼女はテーバイの王ゼートスとの間に1子イテュロスを生んだが、夫の兄弟であるアンピーオーンの妻ニオベーが14人の子を生んだのを妬み、ニオベーの子を殺そうとして、暗闇の中で誤ってわが子を殺してしまった。悲しみにくれる彼女を哀れんだゼウスはアエードーンの姿をサヨナキドリ（ナイチンゲール）に変えた。

### 『変身物語集』
アントーニーヌス・リーベラーリスの『変身物語集』で語られている物語は、アテーナイ王パンディーオーンとその娘ピロメーラーとプロクネーの物語とよく似ている。
パンダレオースの娘アエードーンはポリュテクノスと仲の良い夫婦でイテュスという名の息子がいた。パンダレーオスはエペソスの岬に住み、デーメーテールにどれほど多く食事をとっても胃もたれしない恩恵を与えられており、ポリュテクノスはヘーパイストスから斧を与えられたリュディアのコロポーンに住む大工だった。
アエードーンとポリュテクノスの夫婦は幸せに暮らしたが「ゼウスとヘーラーよりも深く愛し合っている」と自慢したためヘーラーは怒り、争いの女神エリスを送り込んだ。彼らは喧嘩をはじめ、アエードーンは機織りの途中で、ポリュテクノスは戦車を作っている途中だったため、先に作り終えた者に負けた者が侍女をおくる約束をした。アエードーンがヘーラーの手助けを借りたため勝利し、ポリュテクノスはこれに腹を立て、妻の妹であるケリードーンを凌辱して、髪を切り落し衣装を変えさせて誰かに話したら殺すと脅し、妻アエードーンの侍女として差し出した。
アエードーンは初めのうちは気付かなかったが、一人で嘆き泣く声で妹ケリードーンであると気付き、夫に復讐するため息子イテュスを殺害し、その肉をポリュテクノスに食べさせ、ケリードーンと共に父パンダレーオスに助けを求めた。事態に気付いたポリュテクノスがパンダレーオスの屋敷に行くと、残虐な行いを知った召使いたちに捕らえられ体に蜂蜜を塗られて羊の群れの中に捨てられた。夫の体にハエが集り苦しむ姿を見たアエードーンは憐れに思いハエを追い払ったが、それを見た両親と兄はアエードーンを殺そうとした。
ゼウスはこれらを憐れんで、アエードーンをウグイスに、ポリュテクノスはキツツキに、パンダレーオスはオジロワシに、アエードーンの母はカワセミに、兄はヤツガシラに変身させた。またケリードーンは凌辱された時、アルテミスに助けを求めたため、女神によってツバメに変えられた。